# 張肅 (東漢)
張肅，字君矫。東漢三國時期蜀郡成都人，容貌甚偉，為人有威嚴。是張松的兄長，益州別駕從事，曾奉命出使結交曹操，被闢為丞相府椽，拜廣漢太守。後來他發現弟弟張松暗中聯絡劉備，密謀出賣劉璋，害怕牽連自己，於是向劉璋告發，張松因此被殺，劉備為了這件事情相當憤怒，還說：「君矯殺了我的內應啊！」，在劉備攻下益州後，張肅遭到劉備廢黜，也不受到劉備任用。
然而有一子張表，一說是張松的兒子，在《華陽國志》記載是張肅的兒子，劉備將張表過繼給張松。張肅在《三國演義》中於第62回登場。